# Stazione di West Brompton
La stazione di West Brompton è una stazione della metropolitana e ferroviaria situata nell'omonimo quartiere del borgo reale di Kensington e Chelsea.

Vi fermano i treni della linea District, nonché i treni che effettuano servizio lungo la ferrovia West London.

## Strutture e impianti
L'ingresso è su Old Brompton Road, immediatamente a sud del demolito Earls Court Exhibition Centre e ad ovest del Brompton Cemetery.
La stazione di West Brompton è compresa nella Travelcard Zone 2.

## Movimento
Presso la stazione effettuano i propri servizi Southern, London Overground e la linea District della metropolitana
Servizio ferroviarioIl servizio di London Overground che transita da West Brompton prevede il passaggio di quattro treni all'ora in direzione Clapham Junction e di quattro treni all'ora in direzione Stratford (due dei quali terminano a Willesden Junction, fuori dagli orari di punta).
Southern opera invece un servizio regionale tra Milton Keynes Central (via Watford Junction) e South Croydon (via Clapham Junction e East Croydon), con cadenza oraria. In orario di punta, vengono operati anche alcuni treni limitati tra Shepherd's Bush e Clapham Junction.
Servizio metropolitanoIl servizio tipico negli orari di morbida prevede tre treni all'ora in direzione est per Tower Hill, tre in direzione est per Barking, sei in direzione est per Edgware Road, dodici in direzione ovest per Wimbledon. Negli orari di punta, un maggior numero di treni in direzione est arrivano fino a Barking, Dagenham East o Upmister.

## Interscambi
Nelle vicinanze della stazione effettuano fermata alcune linee urbane automobilistiche, gestite da London Buses.
- Fermata autobus

## Galleria d'immagini

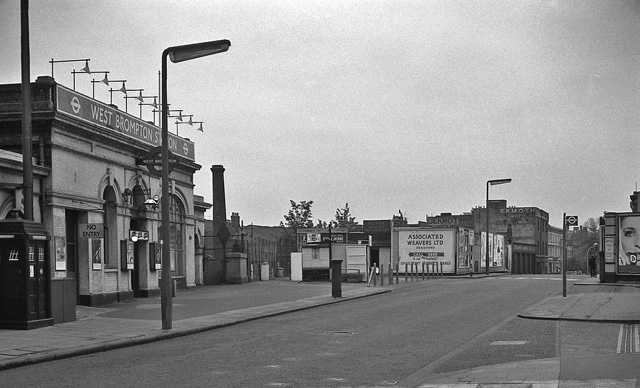
Ingresso su Old Brompton Road nel 1963
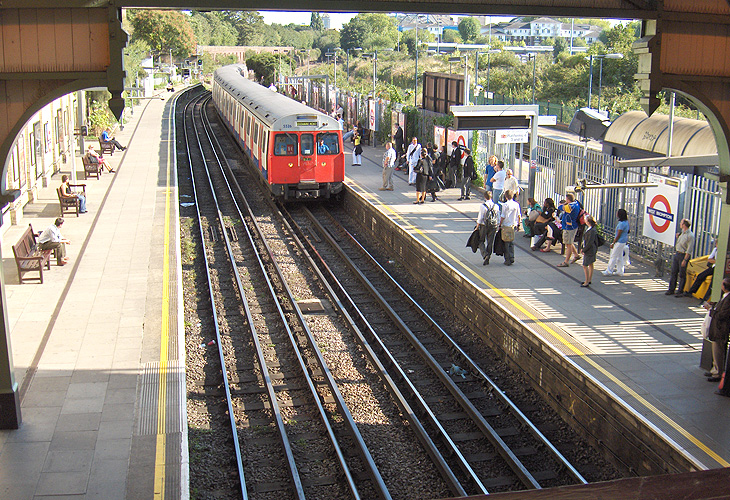
Piattaforma della linea verso nord (settembre 2006)
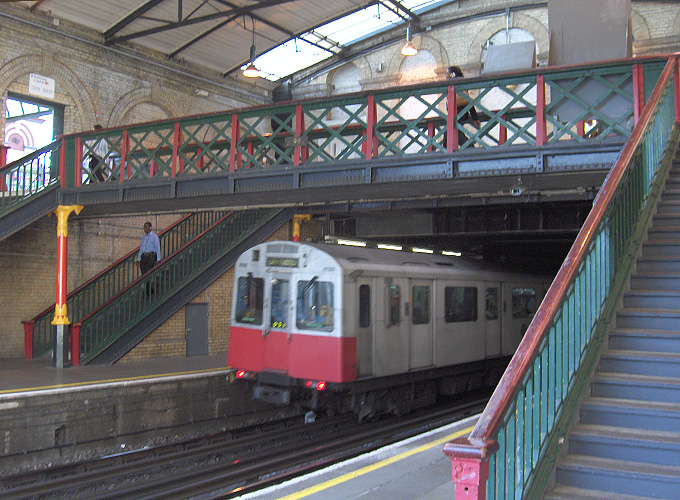
Ponte pedonale (settembre 2006)
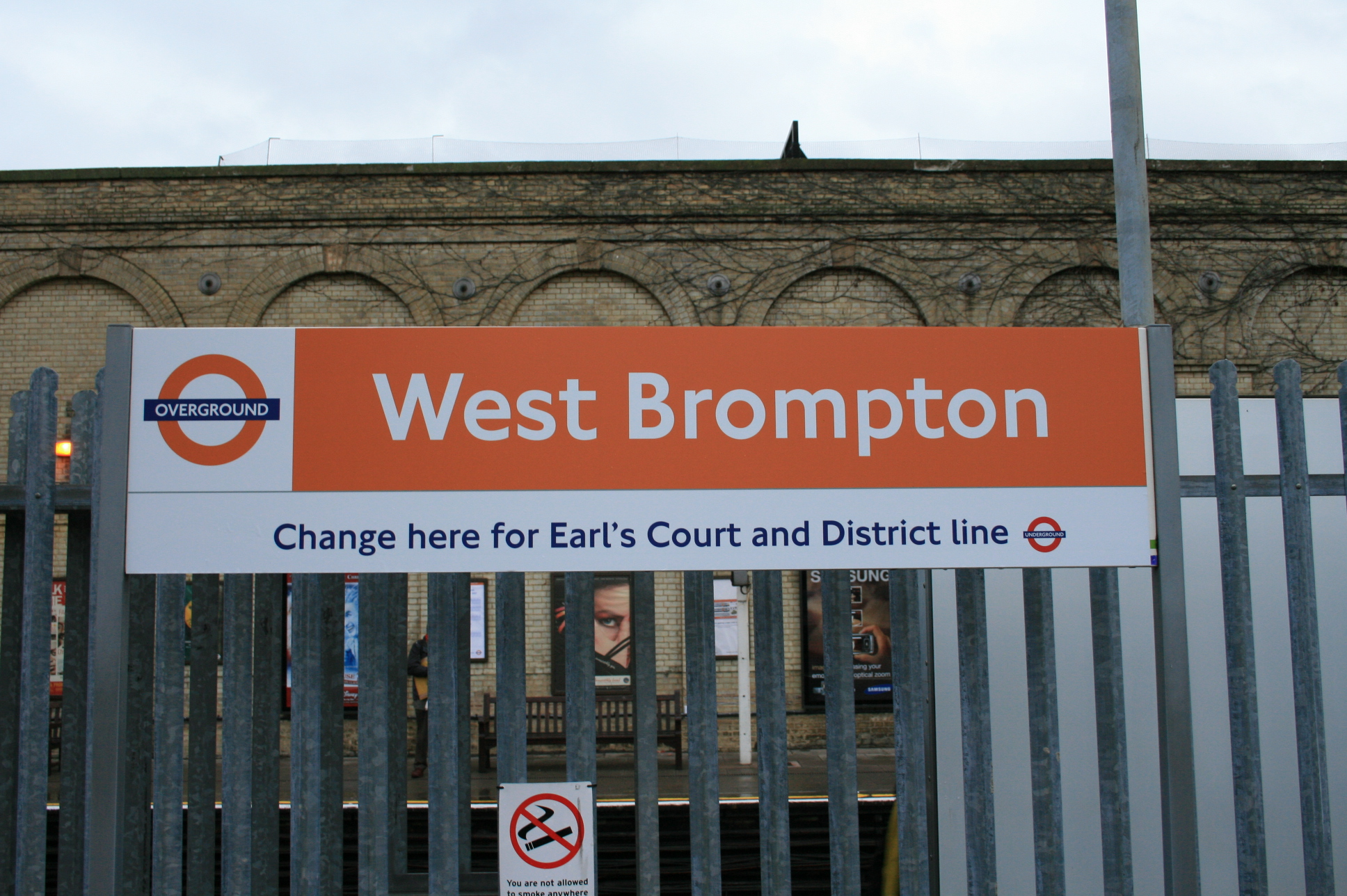
London Overground alla stazione di West Brompton.